# Восток (группа)
«Восток» — российская музыкальная поп-группа. Приобрела известность благодаря таким хитам, как «Миражи», «До встречи», «Танец жёлтых листьев», «Снежная королева».

## История

### Группа «Maxi» и «New Maxi»
В конце 1989 — начале 1990 годов два выпускника педагогического института Геннадий Филиппов (род. 2 июля 1961) (в свое время писавший песни для Алексея Глызина) и Андрей Русаковский решили создать музыкальный коллектив. Проект получил название «Maxi». После поездки в Швецию, для записи пробного сингла с лейблом «Рикошет», группа сменила название на «New Maxi». Но премьеры сингла не состоялось. В 1992 году гастролировали по Лондону. Затем их заметила американская компания GS Music, и в 1993 году пригласили их в Нашвилл для записи альбома.

### «East Meets West»
После записи альбома проект сменил название на «East Meets West». Для записи альбома «Feel The World» была приглашена Наталья Сигаева (бывшая бэк-вокалистка Алексея Глызина). После окончания контракта, группа возвращается в Россию. В составе группы появляется ещё одна вокалистка Лариса Филиппова (Юдчиц) (экс-солистка группы «Девчата»). По словам Геннадия, вдохновением послужили шведские группы ABBA и Ace of Base. Группа начинает сотрудничество с продюсером Александром Толмацким.

### «Восток»
Подписав контракт с Толмацким в 1996 году, группа меняет своё название на «Восток». Первый видеоклип был снят на песню «Миражи». По данным хит-парада ИТАР-ТАСС, песня «Миражи» заняла 36 строчку в Москве, и вторую в городе Тамбов, и первую в Казани (по итогам 1996 года).
Дебютный альбом «Всё небо» был выпущен компанией PolyGram, автором всех композиций выступил Геннадий Филиппов. По данным PolyGram, альбом за две недели попал в десятку самых продаваемых российских альбомов компании. Презентация альбома состоялась 4 сентября 1996 года в клубе «Станиславский», также состоялась премьера видеоклипа «Всё небо», режиссёр Сергей Баженов. В ноябре группа закончила работу над вторым альбомом «До встречи», записанного на студии «Микс-Медиа», автором песен вновь стал Геннадий Филиппов. Также в ноябре участники снялись для новогоднего номера журнала Playboy.
В том же году группа приняла участие в фестивалях «Бабье лето-96» и «Фантазия-96». В конце года за песню «Миражи» группа получила «Золотой Граммофон».
7 марта 1997 года группа презентовала альбом «До встречи», выпущенный студией «Союз» при поддержке «Радио России», «7 Дней» и газеты«Живой звук». Также был выпущен одноимённый видеоклип, режиссёр — Роман Прыгунов. В мае состоялись съёмки видеоклипов на песни «Огонь любви» и «Ибица», режиссёром выступил Евгений Сердюковский. Летом композиция «До встречи» заняла первую строчку в хит-параде ИТАР ТАСС в городе Тамбов. 21 ноября состоялась премьера видеоклипа на композицию «Танец жёлтых листьев», режиссёром которой стал Даниил Мишин. 14 декабря приняли участие в фестивале «Фантазия-97».

### Новый «Восток»
2 марта 1998 года прошла пресс-конференция группы, в которой сообщили о завершении тура «До встречи в Ла Манге» по городам России. Неожиданно для артистов, Александр Толмацкий во время конференции заявил о будущей смене состава из-за сложившегося конфликта. 29 апреля в клубе Fellini состоялась презентация нового состава группы под прежним названием, а бывшие участники продолжили выступать под названиями «Запад» и «Экс-Восток».
Новый коллектив был основан на базе казахстанского коллектива «Дуэт Л»: основными вокалистками стали Лариса Иванова и Людмила Ким. Также в состав группы вошли Владимир Саповский и Андрей Меркулов.
В начале августа в Одессе состоялись съёмки дебютного видеоклипа обновлённой группы на песню «Донна осень», режиссёром выступил Олег Фомин. Премьера видеоклипа состоялась 12 августа. 17 сентября состоялась премьера альбома «Донна осень», при этом 10 композиций из 12 записаны «старым» составом, остальные две — сведение голосов бывших и нынешних участников. Новые композиции группе стали писать Меркулов и Саповский.
Летом 1999 года состоялась премьера альбома «Не ерунда». В обновлённом составе группа просуществовала до 2001 года.

### «Запад» или «Восток-1»
После ухода от продюсера коллектив изменил название на «Запад» и уехал за границу.. В конце 1998 года группа вернулась с новым репертуаром и альбомом. По словам участников группы, спонсорством коллектива занимался Филипп Киркоров. В СМИ часто группу называли «Восток-1». Летом 1999 года стало известно о распаде коллектива. Наталья Сигаева начала сольную карьеру под псевдонимом Natasha. Лариса и Геннадий Филипповы образовали коллектив «Лорис».

### «Экс-Восток»
В 2004 году коллектив «Лорис» возвращается с альбомом «Позвони», а также одноимённым видеоклипом, но уже под новым названием «Экс-Восток».

### 2009—2010: Воссоединение группы «Восток»
28 мая 2009 года группа «Восток» воссоединилась для выступления на вечеринке пятилетия радио «Ретро FM». Группа выступила в обновлённом составе, на место Андрея Русаковского пришёл Дмитрий Волков (муж Натальи Сигаевой), который ранее работал звукорежиссёром коллектива. В качестве звукорежиссёра Дмитрия заменил Олег Иванов. 4 ноября и 19 декабря группа выступила на фестивале «Легенды Ретро FM», и гастролировала с другими участниками фестиваля. 9 июля 2010 года выступили на «Футбольной вечеринке Ретро FM».

### Новый «Восток» (с 2019)
С 2019 года Геннадий Филиппов с новой солисткой Натальей Родиной выступают как группа «Восток», а бывшие солистки — Лариса Филиппова-Юдчиц и Наталья Сигаева — выступают как дуэт под названием «VostokBand».

## Состав
- Геннадий Филиппов (1996 — 1998, 2004, 2009 — 2010, 2019) — бэк-вокал, клавишные, аранжировки
- Наталья Родина (2019) — вокал

Бывшие участники:
- Наталья Лакова (2017 — 2019) — вокал
- Лариса Юдчиц (1996 — 1998, 2004, 2009 — 2010) — вокал
- Наталья Сигаева (1996 — 1998, 2009 — 2010) — вокал
- Дмитрий Волков (2009 — 2010) — клавишные
- Андрей Русаковский (1996 — 1998) — клавишные
- Лариса Иванова (1998 —2001)
- Людмила Ким (1998 —2001)
- Владимир Саповский (1998 —2001)
- Андрей Меркулов (1998 —1999)

## Дискография
(под названием «East meets West»)
- 1994 — «Feel The World»[55]

| №   | Название              | Длительность |
| --- | --------------------- | ------------ |
| 1.  | «Melody Of The Rain»  |              |
| 2.  | «Just Wanna Love You» |              |
| 3.  | «Peace In The World»  |              |
| 4.  | «What’s More To Say»  |              |
| 5.  | «Feel The World»      |              |
| 6.  | «Fantastic Simbol»    |              |
| 7.  | «Kiss Me»             |              |
| 8.  | «Pouring Rain»        |              |
| 9.  | «I’m Still Crying»    |              |
| 10. | «Give Me Your Heart»  |              |

(под названием «Восток»)
- 1996 — «Всё небо»[56]

| №   | Название            | Длительность |
| --- | ------------------- | ------------ |
| 1.  | «Миражи»            |              |
| 2.  | «Всё небо»          |              |
| 3.  | «Только дождь»      |              |
| 4.  | «Огонёк в ночи»     |              |
| 5.  | «Шёпот губ»         |              |
| 6.  | «В такт с собой»    |              |
| 7.  | «Тихий стон»        |              |
| 8.  | «Если там печаль»   |              |
| 9.  | «Когда-нибудь»      |              |
| 10. | «Звезда»            |              |
| 11. | «Не обещай»         |              |
| 12. | «All I want is you» |              |
| 13. | «Never know»        |              |
| 14. | «Всё небо (remix)»  |              |

- 1997 — «До встречи»[57]

| №   | Название                       | Длительность |
| --- | ------------------------------ | ------------ |
| 1.  | «До встречи»                   |              |
| 2.  | «Снежная королева»             |              |
| 3.  | «Огонь любви»                  |              |
| 4.  | «Цыганская»                    |              |
| 5.  | «Столкновение»                 |              |
| 6.  | «Телефон»                      |              |
| 7.  | «Ты (Мой далекий друг)»        |              |
| 8.  | «Зажги во мне огонь»           |              |
| 9.  | «I want you»                   |              |
| 10. | «Baby u my world»              |              |
| 11. | «Миражи (remix)»               |              |
| 12. | «До встречи (remix а капелла)» |              |

- 1998 — «Best Микс»[58]

| №   | Название              | Длительность |
| --- | --------------------- | ------------ |
| 1.  | «Только дождь»        |              |
| 2.  | «До встречи»          |              |
| 3.  | «Всё небо»            |              |
| 4.  | «Цыганская»           |              |
| 5.  | «Столкновение»        |              |
| 6.  | «Телефон»             |              |
| 7.  | «Ты мой далекий друг» |              |
| 8.  | «Огонь любви»         |              |
| 9.  | «Миражи»              |              |
| 10. | «Ибица»               |              |

(под названием «Восток» — новый состав группы)
- 1998 — «Донна осень»[59]

| №   | Название                  | Длительность |
| --- | ------------------------- | ------------ |
| 1.  | «Донна осень»             |              |
| 2.  | «Просто так»              |              |
| 3.  | «Танец жёлтых листьев»    |              |
| 4.  | «Сказка»                  |              |
| 5.  | «Ибица»                   |              |
| 6.  | «Я не могу жить без тебя» |              |
| 7.  | «Скучаю»                  |              |
| 8.  | «Конкретно ты»            |              |
| 9.  | «Ты возьми меня с собой»  |              |
| 10. | «Message Of Love»         |              |
| 11. | «Jeany»                   |              |
| 12. | «I Miss Your Smile»       |              |
| 13. | «Так было всегда»         |              |

- 1999 — «Не ерунда»[60]

| №   | Название               | Длительность |
| --- | ---------------------- | ------------ |
| 1.  | «Ерунда»               |              |
| 2.  | «Это ты»               |              |
| 3.  | «Не убегай»            |              |
| 4.  | «Иероглифы любви»      |              |
| 5.  | «Если рядом будешь ты» |              |
| 6.  | «Люби-люби»            |              |
| 7.  | «Твои глаза»           |              |
| 8.  | «Уходя-уходи»          |              |
| 9.  | «Сон-река»             |              |
| 10. | «Без тебя»             |              |
| 11. | «Я с тобой»            |              |

(под названием «Запад» («Восток-1»))
- 1999 — «Холод в моей душе…»[61]

| №   | Название                      | Длительность |
| --- | ----------------------------- | ------------ |
| 1.  | «Не остановить»               |              |
| 2.  | «Холод в моей душе»           |              |
| 3.  | «Может быть стать нам ближе?» |              |
| 4.  | «Пустой вокзал»               |              |
| 5.  | «Синее небо»                  |              |
| 6.  | «Не грусти»                   |              |
| 7.  | «Случайно ли…?»               |              |
| 8.  | «Мне нужен ты»                |              |
| 9.  | «Зачем?»                      |              |
| 10. | «Не думай ни о чём!»          |              |

(под названием «Экс-Восток»)
- 2004 — «Позвони»[62]

| №   | Название                                    | Длительность |
| --- | ------------------------------------------- | ------------ |
| 1.  | «Позвони»                                   |              |
| 2.  | «Миражи (remix, feat. Джем и Пьер Нарцисс)» |              |
| 3.  | «Синьорина»                                 |              |
| 4.  | «Наш волшебный мир»                         |              |
| 5.  | «Фонарик»                                   |              |
| 6.  | «Обещаю»                                    |              |
| 7.  | «Позвони (remix)»                           |              |
| 8.  | «Жди меня»                                  |              |
| 9.  | «Странник»                                  |              |
| 10. | «Не грусти (remix)»                         |              |
| 11. | «Лодочка»                                   |              |
| 12. | «Позвони (Be With You)»                     |              |
| 13. | «Синьорина (feat. Bacio (итал.))»           |              |
| 14. | «Give Me Your Love (remix)»                 |              |

- 2005 — «Миражи» (совместно с DJ Skydreamer)[63]

| №   | Название                | Длительность |
| --- | ----------------------- | ------------ |
| 1.  | «Интро»                 |              |
| 2.  | «Фонарик»               |              |
| 3.  | «Миражи»                |              |
| 4.  | «Синьорина»             |              |
| 5.  | «Позвони»               |              |
| 6.  | «Только моя любовь»     |              |
| 7.  | «Give Me Your Love р.1» |              |
| 8.  | «Обещаю»                |              |
| 9.  | «Give Me Your Love р.2» |              |
| 10. | «Be My Kind»            |              |
| 11. | «Love Is Spring»        |              |
| 12. | «I Feel So Fine»        |              |

- 2006 — «Grand Collection»[64]

| №   | Название               | Длительность |
| --- | ---------------------- | ------------ |
| 1.  | «Миражи»               |              |
| 2.  | «Всё небо»             |              |
| 3.  | «Только дождь»         |              |
| 4.  | «Шёпот губ»            |              |
| 5.  | «Когда-нибудь»         |              |
| 6.  | «Звезда»               |              |
| 7.  | «Never Knew»           |              |
| 8.  | «До встречи»           |              |
| 9.  | «Снежная королева»     |              |
| 10. | «Огонь любви»          |              |
| 11. | «Я с тобой»            |              |
| 12. | «Цыганская»            |              |
| 13. | «Телефон»              |              |
| 14. | «Зажги во мне огонь»   |              |
| 15. | «Baby u my world»      |              |
| 16. | «Сказка»               |              |
| 17. | «Ибица»                |              |
| 18. | «Не остановить»        |              |
| 19. | «Пустой вокзал»        |              |
| 20. | «Синее небо»           |              |
| 21. | «Танец жёлтых листьев» |              |
| 22. | «Позвони»              |              |
| 23. | «Лодочка»              |              |